# Mohammad Mohamadullah
Mohammad Mohamadullah (ur. 21 października 1921, zm. 11 bądź 12 listopada 1999) – banglijski polityk i prawnik, sekretarz Ligi Awami od 1952 do 1972, przewodniczący parlamentu od 1972 do 1974, prezydent Bangladeszu od 24 grudnia 1973 do 25 stycznia 1975 (do 24 stycznia 1974 tymczasowy), wiceprezydent tego kraju 23 marca 1982.